# Syd Barrett
Roger Keith »Syd« Barrett, angleški rock glasbenik, * 6. januar 1946, Cambridge, Anglija, Združeno kraljestvo, † 7. julij 2006, Cambridge.
Syd Barrett je bil eden izmed prvotnih članov legendarne rock skupine Pink Floyd. Znan je po tem, da je jemal droge, posebej LSD. V snemalnih studijih je doživljal živčne zlome, zato nekaj časa sploh ni hodil na snemanja. V studije se je vrnil, ko so snemali skladbo Shine on you crazy diamond njemu v čast.
Skoraj v celoti je napisal prvi album skupine Pink Floyd The Piper at the Gates of Dawn. Zaradi težav z drogo je za naslednji album A Saurceful of Secrets napisal samo eno skladbo, sčasoma pa ga je zamenjal David Gilmour.
Njegova solo kariera je bila prav tako kratka, saj je izdal samo dva prava studijska albuma: The Madcap Laughs in Barrett.

## Glasbeni vpliv
Barrettova delo so, kljub temu, da jih ni veliko, močno vplivala na mnoge druge glasbenike, najbolj znani so: Paul McCartney, Pete Townshend, Jimmy Page, David Bowie, Brian Eno in skupina The Damned. Bowie je naredil priredbo »See Emily Play«, ene Sydovih najbolj znanih pesmi.
Barrettov odhod je močno vplival tudi na poznejše skladbe Rogerja Watersa, ki je njegovo duševno bolezen opisal na albumih The Wall in The Dark Side of the Moon, na slednjem še posebej v skladbi »Brain Damage«, katere verz je »Bend, v katerem si, začne igrati drugače« (the band you're in starts playing different tunes: angleščina, dob. 'angleško'). Album Wish You Were Here pa je bil odkrit spomenik, skladba »Shine On You Crazy Diamond« (SoYcD) pa je postala ena njihovih najveličastnejših in najbolj znanih pesmi. Barrettov sodobnik, Kevin Ayers (skupina Soft Machine) je v njegovo čast napisal »Oh Wot a Dream« (Barrett je igral kitaro v Ayersovi pesmi »Singing a Song in the Morning«). Robyn Hitchcock, ki ga velikokrat primerjajo z Barrettom, je priredil veliko njegovih pesmi, posebej pa mu je posvetil »The Man Who Invented Himself« in »(Feels Like) 1974«. Leta 1978 mu je skupina Television Personalities na albumu And Don't the Kids Love It posvetila pesem »I Know Where Syd Barrett Lives«.
Ostali glasbeniki, ki priznavajo Barrettov vpliv in/ali so priredili njegova dela so: Étienne Daho, This Mortal Coil, Marc Bolan, The Jesus and Mary Chain, Robert Smith (skupina The Cure), Johnny Marr (bivšči član The Smiths), Kevin Shields (skupina My Bloody Valentine), Primal Scream, Voivod, XTC, The Libertines, Animal Collective, Ghost, Dirty Pretty Things, The Beta Band, Lone Pigeon, Julian Cope, Robyn Hitchcock, The Flaming Lips, R.E.M., Mercury Rev, Nicodemus#9, Replicants (bivši člani skupin Tool in Failure), East Bay Ray (bivši član Dead Kennedys), Camper Van Beethoven, The Three O'Clock, Pearl Jam, Bauhaus/Love and Rockets, Elevator To Hell, The Melvins, Transatlantic, Moe., Phish, Dream Theater, Graham Coxon , John Frusciante (skupina Red Hot Chili Peppers), Aaron North (bivši član Icarus Line), Skobot Bzzzz, Vinyl Skyway itd. Ti glasbeniki oz. skupine so   priznali vpliv Barrettovega igranja, ritma, zvočnega eksperimentiranja ali pesmi in besedil.
Barrett je bil pomemben tudi kot slikar (svoje šolanje je začel na likovni akademiji, podobno kot John Lennon in Jimmy Page), bogastvo njegovih slik pa se še odkriva. Ko je zapustil Pink Floyd, se je vrnil domov v Cambridge in se zopet bolj aktivno začel ukvarjati s slikanjem.

## Diskografija

### Albumi sPink Floyd
- The Piper at the Gates of Dawn
- A Saurceful of Secrets

### Solo albumi
- The Madcap Laughs
- Barrett